# Angelo Stefani
Angelo Stefani (Magasa, 2 febbraio 1803 – Magasa, 1878) è stato un patriota italiano.

## Biografia
Nacque a Magasa, a quei tempi territorio del Trentino, il 2 febbraio del 1803 nella casa patriarcale della famiglia dei Vicario-Sendrì di via Dante in una famiglia benestante figlio unico di Giovanni e Caterina Mazza.
Avviato agli studi presso il ginnasio dell'Istituto Lodron di Salò, intraprese la carriera di impiegato amministrativo in Val Vestino e nei territori circostanti. Fu soprannominato dai compaesani con il termine di Vicario perché ricoprì per tre anni nel Comune di Magasa la carica di “Vicario”, ossia di giudice civile eletto a maggioranza dai capifamiglia maschi, al servizio dei Conti Lodron, signori feudali della Val Vestino fino al 1826.

### Il patriota
Stefani nella terza guerra di indipendenza del 1866, come segretario comunale di Darzo, oggi piccolo centro del Comune di Storo nel Trentino situato nella Valle del Chiese, accolse i volontari garibaldini del maggiore Nicostrato Castellini e a Daone oltre a fare da guida ai vari reparti, esponendosi così a rischi e ritorsioni da parte delle autorità militari austriache, fu anche di grande aiuto ai garibaldini accantonati nell'omonimo paese insieme a Francesco Papaleoni (padre del noto Giuseppe Papaleoni, storico giudicariese), sindaco del luogo. Conobbe Giuseppe Garibaldi e fu tra i propugnatori dell'annessione di Magasa al Regno d'Italia.
L'amnistia civile-penale del 3 ottobre 1866 riguardante tutti quei cittadini tirolesi cooperanti con il Corpo Volontari Italiani di Garibaldi lo salvò da un imminente procedimento giudiziario.
Morì a Magasa nel 1878.